# 1579 Геррік
1579 Геррік (1579 Herrick) — астероїд головного поясу, відкритий 30 вересня 1948 року.
Тіссеранів параметр щодо Юпітера — 3,108.